# Proyecto Djedi
El Proyecto Djedi pretende explorar el interior de la Gran Pirámide de Guiza y la pirámide del Templo número 20 de Palenque. El equipo del proyecto está formado por expertos internacionales y egipcios. El nombre deriva de  Djedi, el antiguo mago egipcio consultado por el faraón Keops cuando planificó su famosa pirámide. Como anunció el Dr. Zahi Hawass en su blog: «El propósito de este proyecto es enviar un explorador de túneles robóticos a los dos "pozos de aire" que salen de la Cámara de la Reina de la Gran Pirámide de Khufu para reunir pruebas para determinar el propósito de los pozos».
El equipo está dirigido por la Universidad de Leeds y apoyado por Dassault Systemes en Francia.
Un informe detallado del proyecto se puede encontrar en la siguiente web.

## Miembros del equipo
El equipo incluye las siguientes personas:
- Ng Tze Chuen (Hong Kong), investigador independiente
- Shaun Whitehead (UK), investigador independiente, Scoutek
- Robert Richardson (Reino Unido), Profesor de Robótica, Escuela de Ingeniería Mecánica, Universidad de Leeds, Reino Unido
- Ron Grieve (Canadá), de Tekron Services, Canadá
- Otros miembros clave del equipo son Andrew Pickering, Stephen Rhodes, Adrian Hildred, Jason Liu y William Mayfield.

El equipo ha realizado estudios preliminares de los conductos de aire entre julio y diciembre de 2009 y ha continuado su trabajo en 2011.

## Equipamiento
Detalles del Equipo Djedi Robot:
- Cámara estenopeica que puede caber a través de pequeños espacios y ver alrededor de las esquinas como un endoscopio.
- Un dispositivo ultrasónico miniaturizado que puede tocar las paredes y escuchar la respuesta para ayudar a determinar el grosor y la condición de la piedra.
- Un robot "escarabajo" en miniatura que puede entrar en un agujero de 20mm de diámetro para una mayor exploración en espacios confinados.
- Precisión brújula e inclinómetro para medir la orientación de los ejes
- Un taladro de núcleo que pueda penetrar la segunda piedra de bloqueo (si es necesario y factible) mientras se retira la cantidad mínima de material necesario

## Resultados
Se encontraron pequeñas marcas rojas dentro del pequeño espacio del hueco de la segunda puerta. Se filmó la parte trasera de la puerta, que mostraba el resto de dos ornamentadas manijas de metal.
El desarrollo del proyecto y los hallazgos fotográficos se publicaron en el Journal of Field Robotics.